# Joanna Ładyńska
Joanna Ładyńska-Wysota (ur. 21 marca 1956 w Warszawie, zm. 19 czerwca 2008 tamże) – polska aktorka filmowa i teatralna.

## Życiorys

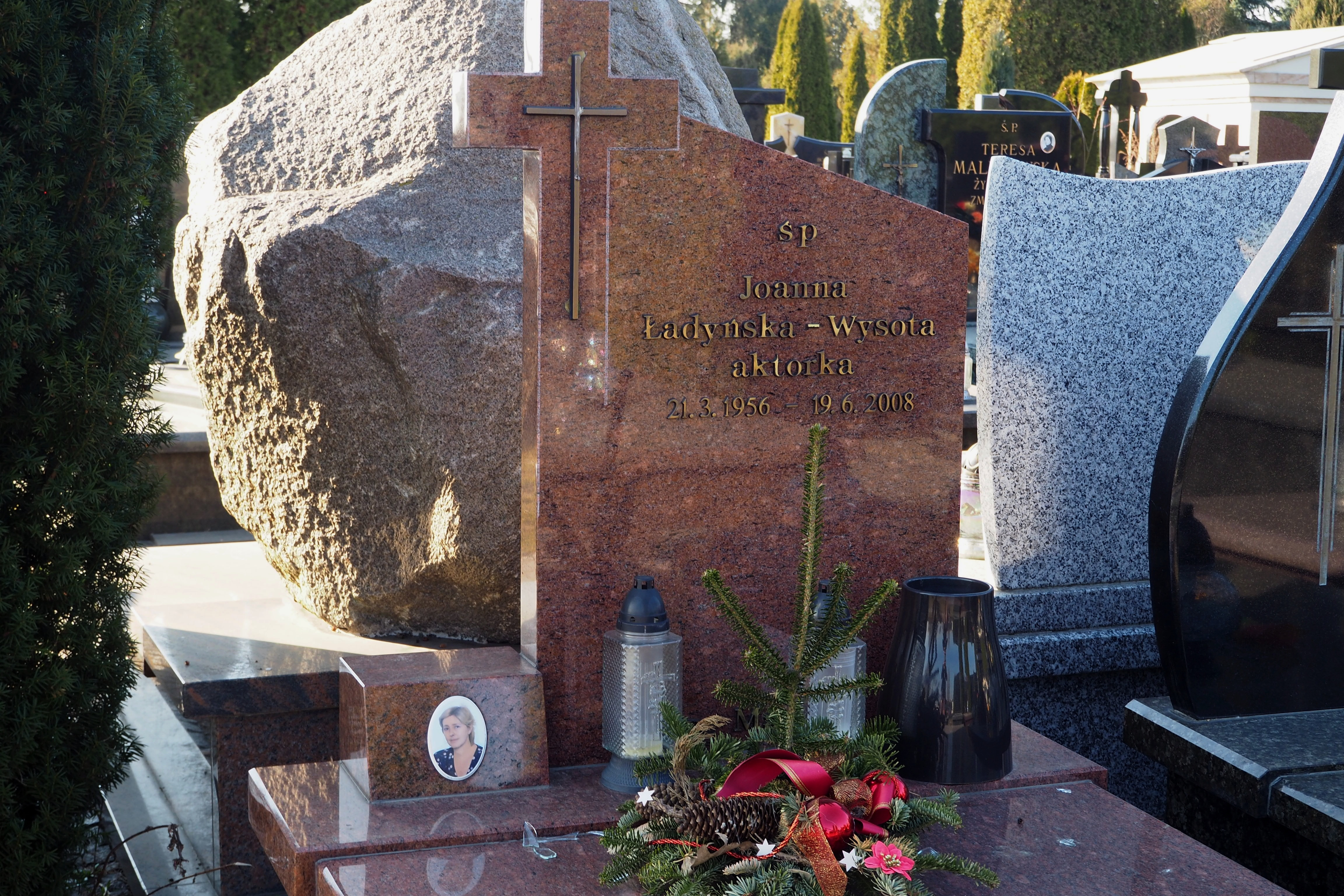
Grób Joanny Ładyńskiej-Wysoty na Cmentarzu w warszawskich Pyrach

Ukończyła Państwową Wyższą Szkołę Teatralną im. Ludwika Solskiego w Krakowie.
Pracowała w teatrach w Białymstoku, Wrocławiu i Warszawie. Mąż Kazimierz Wysota, syn Witold Wysota.
Pochowana została na cmentarzu w Pyrach.

## Filmografia
- 2005: Pensjonat pod Różą jako Isia, żona Skrzypka,
- 1997: Historie miłosne,
- 1993: Trzy kolory. Biały,
- 1992: Mała apokalipsa (nie występuje w napisach)
- 1991: Domena władzy (eminent domain),
- 1989: Sceny nocne,
- 1988–1990: W labiryncie,
- 1986: Zmiennicy, warszawski łącznik (7),
- 1985: Dom Sary,
- 1985: Klatka,
- 1985: Kukułka w ciemnym lesie (nie występuje w napisach)
- 1984: Trapez, Henryk (1), Krystyna (2).

## Teatr TV
- 1992: Gwałtu, co się dzieje!,
- 1990: Przerwa w podróży,
- 1990: Drugie życie jako Zika,
- 1988: Sąsiadka jako Anna,
- 1987: Obora jako Uczennica,
- 1980: Irkucka historia.